# Dora Schaul
Dora Schaul (nascuda Dora Davidsohn, 21 de setembre de 1913 – 8 d'agost de 1999) va ser una activista alemanya que degut al seu origen jueu va haver d'emigrar després de l'arribada d'Adolf Hitler al poder el 1933. A la França ocupada, va treballar per a la Resistència francesa.
Va compilar un llibre publicat el 1973 sota el títol Résistance – Erinnerungen deutscher Antifaschisten ("Memòries d'anfifeixistes alemanys"). Després de la guerra es va implicar en preservar les seves pròpies memòries i les dels altres supervivents d'atrocitats nazis.

## Biografia

### Primers anys
Dora Davidsohn va néixer a Berlín en una família jueva. Quan tenia quatre anys, la família es va traslladar a Essen on van instal·lar una petita botiga, especialitzada en ràdios i fonògrafs. Va estudiar a l'ecola comercial (Handelsschule) i va treballar com a representant comercial a Berlín.

### Exili
El gener de 1933, pocs mesos després del seu dinovè aniversari, la política nacional va intervenir en la seva vida amb el canvi de govern. L'antisemitisme va esdevenir la política oficial del règim nazi, i per aconseguir treball, Dora Davidsohn va emigrar a Amsterdam (Països Baixos). A la fi de l'any 1934 havia conegut Alfred Benjamin, un altre exiliat jueu alemany i un home que, com a membre del Partit Comunista Alemany, des de 1930, tenia motius addicionals per exiliar-se, com que la pertinença al partit comunista era il·legal. Benjamin i Davidsohn es casarien més endavant.
A principi de 1934, el partit comunista va instruir Alfred Benjamin a traslladar-se a París on els dirigents del partit havien establert la seva seu a l'exili. Davidsohn el va acompanyar. Van arribar l'octubre de 1934i es van instal·lar a una habitació petita, més tard descrita per Davidsohn com très étroite et fort sale (bruta i molt estreta) al 5è districte de París a la Rive Gauche. La parella no tenia cap permís de treball, però va poder sobreviure amb treballs ocasionals. També van rebre 5 francs per dia en suport bàsic de l'organització patrocinada per la URSS Socors Roig Internacional.

### Guerra i captura
A principi de setembre de 1939, França va declarar la guerra a l'Alemanya nazi, dos dies després que l'exèrcit alemany hagués llançat la invasió de Polònia. Dora Davidsohn (ja vivia amb Alfred Benjamin, però encara no era casada) encara no tenia permís de treball, però va respondre a l'esclat de la guerra i va informar la prefectura local per regularitzar el seu estat de residència. Després d'una ràpida trampa burocràtica, les autoritats van respondre arrestant-la com a enemic estranger, i la van empresonar a La petite Roquette. El 18 d'octubre de 1939, amb un gran nombre d'altres identificats com a estrangers enemics, va ser traslladat al Camp d'internament de dones de Rieucros a Mende al centre de la França meridional. El febrer de 1942, tots els detinguts de Rieucros van ser traslladats a un nou campament a Brens, vora d'Albi. Durant el seu internament, el 22 de febrer de 1941, Alfred Benjamin i Dora Davidsohn es van casar.

### Resistència
El 14 de juliol de 1942, mentre altres celebraven el Dia de la Bastilla, Dora Benjamin va escapar del camp d'internament de Brens. Va ser una escapada justa: a penes un mes més tard, tots els jueus alemanys i polonesos encara a Brens foren separats dels altres detinguts i van ser deportats a camps de concentració fora de França. Alfred Benjamin va escapar l'agost de 1942 d'un camp de treball a Chanac, però al setembre va morir en un accident mentre tractava de fugir de la França de Vichy a Suïssa.
Igual que el seu marit, Dora Benjamin es va dirigir cap a l'est després d'escapar, acabant a Lió, on es va unir a la Resistència francesa. El juliol de 1942 va rebre una targeta d'identitat falsa amb el nom de Renée Gilbert, nom que després es considerar com insegur i va ser reemplaçat per Renée Fabre. En aquest moment, la part sud de França encara era independentment de l'ocupació alemanya, però el novembre de 1942 l'anomenada zona lliure estava ocupada per l'exèrcit alemany i redissenyada com la zona sud. La supervisió alemanya es va tornar molt més intrusiva i, especialment per als activistes de la resistència, amenaçant. Tot i haver viscut a França durant gairebé deu anys, encara parlava amb accent alemany i, per tant, es feia passar com a originària d'Alsàcia (que havia estat part d'Alemanya fins al 1919, i en la majoria dels quals la llengua preferida per a la conversa diària és el dialecte alsacià).
Capaç d'entendre l'alemany sense provocar sospites, Dora Benjamin va aconseguir treballar en una antiga facultat de medicina de l'Avenue Berthelot 14, que havia estat requisada per ser utilitzada com a Oficina de Tria del servei postal militar. El servei postal no necessitava l'edifici sencer, i unes setmanes després que Benjamin va començar a treballar com a treballadora de correus, la Gestapo es va fer càrrec de la resta de l'edifici per utilitzar-lo com a centre administratiu. El líder regional de la Gestapo, amb només 29 anys al seu nomenament el novembre de 1942, va ser Klaus Barbie, que quatre dècades més tard fou jutjat per crims de guerra d'alt perfil a França. Als anys quaranta, Barbie tenia la seva oficina al mateix edifici que el servei postal militar. Durant aquest temps, el juliol de 1943, Dora Benjamin va reeixir obtenir una llista completa dels membres de la Gestapo del districte de Lió. No es va atrevir a copiar els noms, perquè podria haver estat impossible fer-ho sense que els seus dos col·legues francesos descobrissin què els hauria posat en perill, així que va memoritzar la informació abans de passar-la a un col·lega de Resistència. La llista va acabar, pràcticament completa, a Londres, i uns dies més tard, els oïdors de les transmissions de llengua francesa de BBC Radio de Londres van rebre una llista dels noms, adreces i rangs dels membres de la Gestapo a Lió, per descomptat, els del cap de la Gestapo local, Klaus Barbie. L'incident va provocar grans disturbis entre els membres de la Gestapo a França.
El seu treball també li va permetre obtenir i transmetre informació més rutinària com els moviments de tropes que va proporcionar, a través de la xarxa de Resistència, als Aliats, mentre que les fonts també indiquen que els seus contactes amb soldats alemanys li va brindar la possibilitat de distribuir fulletons i pamflets antinazis.

### La família que va deixar enrere
Quan Dora Davidsohn va marxar d'Alemanya el 1933, els seus pares jueus es van quedar enrere juntament amb la seva germana Lotte, sis anys més gran que Dora. El 1942 tots foren arrestats i deportats al camp de concentració de Majdanek a la Polònia ocupada. Tots foren assassinats.

### Després de la guerra
Dora Benjamin va romandre a França durant la resta de la guerra. La guerra va acabar el maig de 1945, deixant el que quedava d'Alemanya dividida en zones d'ocupació pels aliats. Berlín estava ara envoltat per una gran zona d'ocupació soviètica, i va ser a aquesta àrea, sota l'administració soviètica, que va tornar el 1946. El 1946 es va casar amb Hans Schaul (1905-1988), un advocat i periodista comunista que havia passat la major part dels anys de la guerra en una successió de camps d'internament sota control de la França de Vichy. Després que els seus captors franco-algerians el lliuressin als britànics el 1943, havia pogut viatjar a Moscou el novembre de 1944, treballant com a instructor de presoners de guerra alemanys en diverses escoles antifeixistes. Durant els anys següents, Dora Schaul va treballar com a assistent de recerca a l'Institut für Marxismus-Leninismus que havia estat establert pel recentment format Partit Socialista Unificat d'Alemanya, que governava a la República Democràtica Alemanya, estat alemany patrocinat pels soviètics fundat l'octubre de 1949 a la zona d'ocupació soviètica. També va poder tornar a establir contacte amb alguns supervivents dels camps d'internament a Rieucros i Brens.
El 1973 Dora Schaul va publicar Résistance – Erinnerungen deutscher Antifaschisten (Memòries d'antifeixistes alemanys), que tractava amb alemanys que havien fugit a França per evitar la persecució nazi. En aquella etapa encara treballava intensament en la recerca d'oposició al règim nazi i en la preservació dels contactes amb les escoles a Treptow, la part de Berlín on va viure durant la part final de la seva vida, per tal d'assegurar-se que les lliçons dels anys nazis mai no d'oblidessin.

### Honors

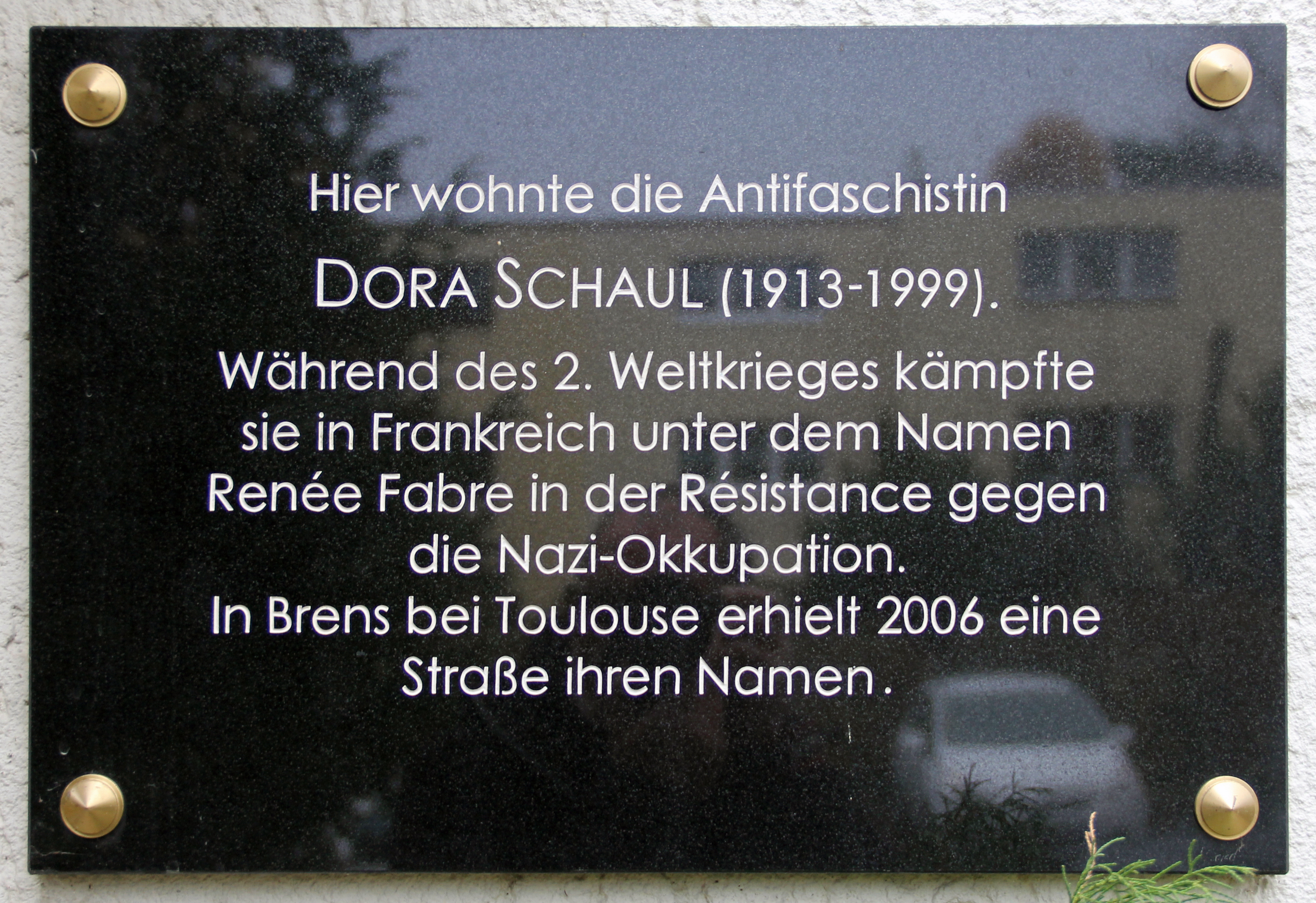
Placa memorial al Dammweg 73, a Berlin-Plänterwald

El 12 de març de 2006 li va donar el nom a un carrer de Brens. La Route Dora Schaul condueix al lloc de l'antic camp d'internament femení en el qual Dora Schaul va passar alguns mesos fins a la seva fugida. El seu fill, Peter Schaul, va estar present a la cerimònia de canvi de nom: va parlar del seu orgull i satisfacció que en un moment en què el passat està en perill de desaparèixer en l'oblit, encara hi havia moviments per girar la roda de la història, «perquè allà és una comunitat local a França, un país que va sofrir l'ocupació alemanya, que va nomenar un carrer després d'una antifeixista alemanya. Em sembla tan notable, valent i gratificant, i em fa més decidit a fer allò que estigui en el meu poder per veure que no se li dona al dimoni del feixisme cap possibilitat [de tornar].»
El 8 d'agost de 2009, al desè aniversari de la seva mort, es va col·locar una placa commemorativa a l'exterior de la casa al carrer Dammweg 73 de Berlín-Treptow. La casa va ser la llar de Dora Schaul durant els seus últims anys. La inscripció es llegeix de la manera següent:
| « | L'antifeixista Dora Schaul (1913-1999) va viure aquí. Durant la Segona Guerra Mundial, va lluitar en la Resistència francesa sota el nom de «Renée Fabre» contra l'ocupació nazi. A Brens, a prop de Tolosa de Llenguadoc, es va nomenar un carrer en honor seu el 2006." | » |

La col·locació de la placa commemorativa es va derivar d'una iniciativa local de la BdA (Lliga Antifeixista de Treptow) i del Comitè Cívic local per a la Visió i la Responsabilitat. La seva presentació va ser acompanyada dels discursos del líder del consell del districte, Siegfried Stock, i altres líders cívics locals.